# Snežinsk
Snežinsk (in russo Снежинск? è una città della Russia, nell'oblast' di Čeljabinsk, che sorge su rilievi orientali ai piedi degli Urali meridionali, sulle rive del lago Sinara, a circa 120 km da Čeljabinsk e a 90 da Ekaterinburg.
Fondata il 23 maggio 1957 come città chiusa, fino al 1957 si chiamo' Kasli-2, fino al 1966 Čeljabinsk-50 e Čeljabinsk-70 fino al 1993, anno in cui assunse la denominazione attuale e ricevette lo status di città. Nel 2010 ospitava una popolazione di circa 50 000 abitanti.